# Emilia van Nassau-Beverweerd

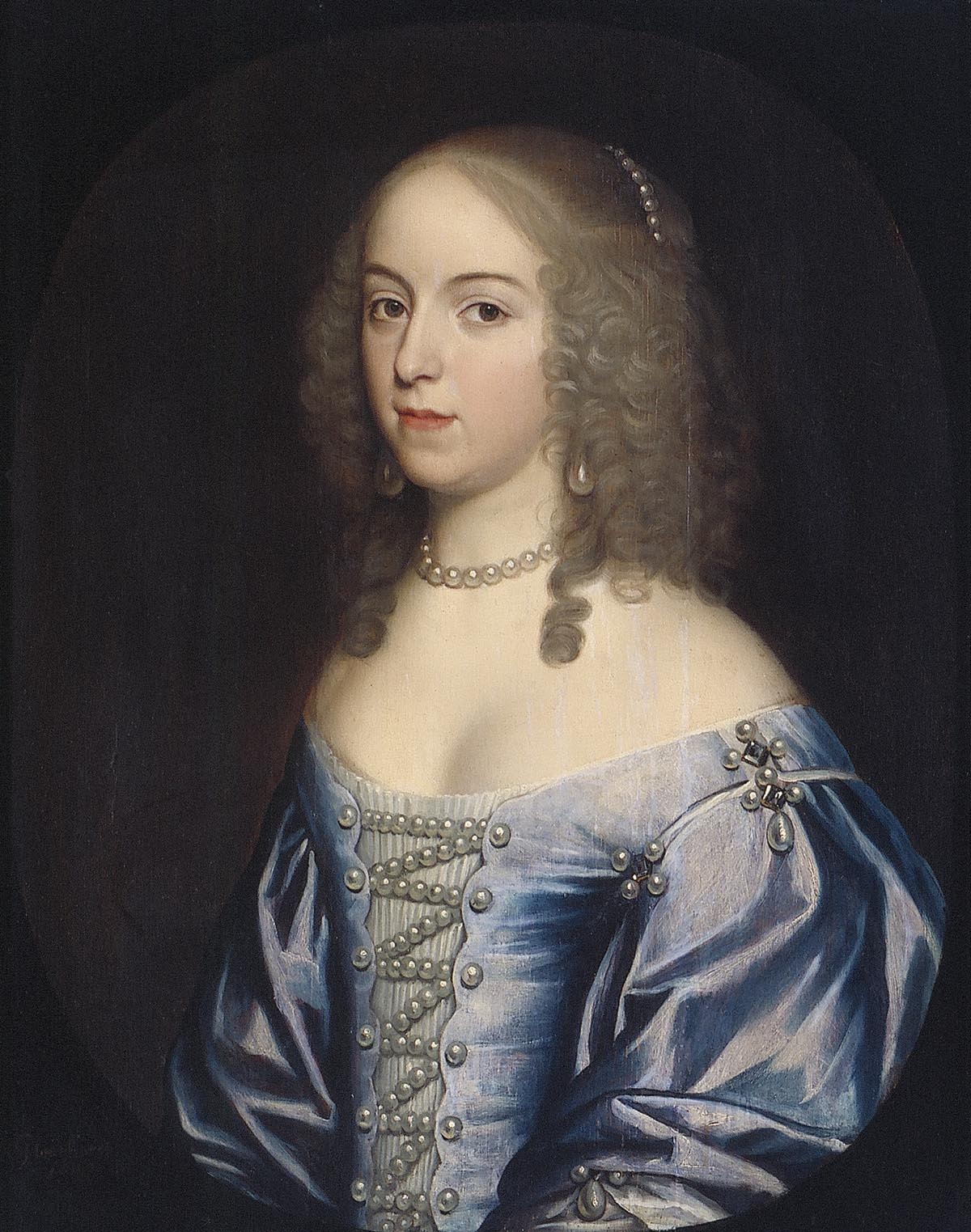
Emilia Butler, contessa di Ossory (1602-1665), 1649.

Emilia Butler, contessa di Ossory (nata van Nassau-Beverweerd; L'Aia, 4 marzo 1635 – Londra, 12 dicembre 1688), fu una dama di Corte anglo-olandese.

## Biografia
Emilia nacque in Olanda, figlia di Lodewijk van Nassau, Signore di Beverweerd, il Governatore di 's-Hertogenbosch, e sua moglie Isabella, contessa di Hornes.
Sua sorella maggiore Elisabetta (1631–1717) diventò la moglie del prominente politico Stuart, Henry Bennet, I conte di Arlington.

Suo fratello fu il maresciallo di campo olandese Lord Auverquerque.
Emilia fu maritata a 's-Hertogenbosch, nei Paesi Bassi, il 14 novembre 1659 a Thomas Butler, visconte Thurles (1633–1680), figlio maggiore ed erede del pari irlandese James Butler, I duca di Ormonde e lo accompagnò in Inghilterra, dove fu naturalizzata dall'Act of Parliament (1660). Lord Thurles diventò conte di Ossory diversi anni dopo quando suo padre ottenne il ducato (1662).
La contessa fu presentata a Caterina di Braganza, moglie di Carlo II d'Inghilterra in seguito al suo arrivo a Londra e fu nominata dama di compagnia della regina ad Hampton Court. Accompagnò la regina al Greenwich Palace quando ella incontrò la suocera, la Regina Enrichetta Maria, per la prima volta (agosto 1662). Durante lo scoppio della peste (1665) la contessa accompagnò la regina e la sua casa in salvo ad Hampton Court, in seguito si trasferirono ad Oxford. Accompagnò il re e la regina a Dover per il congedo della Duchesse d'Orleans per la sua ultima visita (giugno 1670). Durante le trema ordite contro la Regina e altre figure cattoliche di spicco, la contessa e altre dame della regina caddero sotto il sospetto di essere agenti segreti papisti (1678).
Lady Ossory servì la regina Caterina per oltre vent'anni, ritirandosi dal servizio dopo la morte di Carlo II (1685). Una famosa bellezza, il suo ritratto fu dipinto da Wissing. Fu sepolta nell'Abbazia di Westminster a Londra (12 dicembre 1688).
Ebbe i figli: 
- James Butler, II duca di Ormonde (1665–1745) che succedette a suo nonno,
- Charles Butler, III Duca di Ormonde (1671–1758), che succedette a suo fratello,
- Lady Elizabeth Butler (1660–1717), che sposò William Stanley, IX conte di Derby,
- Lady Henrietta Butler (morta l'11 ottobre 1724), che sposò Henry de Nassau d'Auverquerque, I conte di Grantham

## Ascendenza
|                                 |                     |                                    | Genitori                          |  |  | Nonni |  |  | Bisnonni                |  |  | Trisnonni                            |  |
|                                 |                     |                                    |                                   |  |  |       |  |  | 8. Guglielmo I d'Orange |  |  | 16. Guglielmo I di Nassau-Dillenburg |  |
|                                 |                     |                                    |                                   |  |  |       |  |  | 8. Guglielmo I d'Orange |  |  | 16. Guglielmo I di Nassau-Dillenburg |  |
|                                 |                     | 17. Giuliana di Stolberg           |                                   |  |  |       |  |  | 8. Guglielmo I d'Orange |  |  |                                      |  |
| 4. Maurizio di Nassau           |                     |                                    |                                   |  |  |       |  |  | 8. Guglielmo I d'Orange |  |  |                                      |  |
|                                 |                     | 9. Anna di Sassonia                | 18. Maurizio I di Sassonia        |  |  |       |  |  |                         |  |  |                                      |  |
|                                 |                     | 9. Anna di Sassonia                | 18. Maurizio I di Sassonia        |  |  |       |  |  |                         |  |  |                                      |  |
|                                 |                     | 9. Anna di Sassonia                | 19. Agnese d'Assia                |  |  |       |  |  |                         |  |  |                                      |  |
| 2. Luigi di Nassau-Beverweerd   |                     | 9. Anna di Sassonia                |                                   |  |  |       |  |  |                         |  |  |                                      |  |
|                                 |                     | 10. Cornelis van Mechelen          | 20. Floris van Mechelen           |  |  |       |  |  |                         |  |  |                                      |  |
|                                 |                     | 10. Cornelis van Mechelen          | 20. Floris van Mechelen           |  |  |       |  |  |                         |  |  |                                      |  |
|                                 |                     | 10. Cornelis van Mechelen          | 21. Antoinette de Gottignies      |  |  |       |  |  |                         |  |  |                                      |  |
| 5. Margaretha van Mechelen      |                     | 10. Cornelis van Mechelen          |                                   |  |  |       |  |  |                         |  |  |                                      |  |
|                                 |                     | 11. Barbara van Nassau-Corroy      | 22. Paulus van Nassau van Merwe   |  |  |       |  |  |                         |  |  |                                      |  |
|                                 |                     | 11. Barbara van Nassau-Corroy      | 22. Paulus van Nassau van Merwe   |  |  |       |  |  |                         |  |  |                                      |  |
|                                 |                     | 11. Barbara van Nassau-Corroy      | 23. Margaretha van Lier           |  |  |       |  |  |                         |  |  |                                      |  |
| 1. Emilia van Nassau-Beverweerd |                     | 11. Barbara van Nassau-Corroy      |                                   |  |  |       |  |  |                         |  |  |                                      |  |
|                                 | 12. Johan van Horne | 24. Philip van Horne               |                                   |  |  |       |  |  |                         |  |  |                                      |  |
|                                 | 12. Johan van Horne | 24. Philip van Horne               |                                   |  |  |       |  |  |                         |  |  |                                      |  |
|                                 | 12. Johan van Horne | 25. Clara van Renesse              |                                   |  |  |       |  |  |                         |  |  |                                      |  |
| 6. Willem Adriaan I van Horne   | 12. Johan van Horne |                                    |                                   |  |  |       |  |  |                         |  |  |                                      |  |
|                                 |                     | 13. Anna van Vlodrop               | 26. Balthasar van Flodrop         |  |  |       |  |  |                         |  |  |                                      |  |
|                                 |                     | 13. Anna van Vlodrop               | 26. Balthasar van Flodrop         |  |  |       |  |  |                         |  |  |                                      |  |
|                                 |                     | 13. Anna van Vlodrop               | 27. Catharina van Bylandt         |  |  |       |  |  |                         |  |  |                                      |  |
| 3. Isabella von Horne           |                     | 13. Anna van Vlodrop               |                                   |  |  |       |  |  |                         |  |  |                                      |  |
|                                 |                     | 14. Philips II van der Meeren      | 28. Wouter van der Meeren         |  |  |       |  |  |                         |  |  |                                      |  |
|                                 |                     | 14. Philips II van der Meeren      | 28. Wouter van der Meeren         |  |  |       |  |  |                         |  |  |                                      |  |
|                                 |                     | 14. Philips II van der Meeren      | 29. Catharina van Nassau          |  |  |       |  |  |                         |  |  |                                      |  |
| 7. Elisabetta van der Meeren    |                     | 14. Philips II van der Meeren      |                                   |  |  |       |  |  |                         |  |  |                                      |  |
|                                 |                     | 15. Wilhelmina van Beieren-Schagen | 30. Willem II van Beieren-Schagen |  |  |       |  |  |                         |  |  |                                      |  |
|                                 |                     | 15. Wilhelmina van Beieren-Schagen | 30. Willem II van Beieren-Schagen |  |  |       |  |  |                         |  |  |                                      |  |
|                                 |                     | 15. Wilhelmina van Beieren-Schagen | 31. Elisabeth van Bronckhorst     |  |  |       |  |  |                         |  |  |                                      |  |
|                                 |                     | 15. Wilhelmina van Beieren-Schagen |                                   |  |  |       |  |  |                         |  |  |                                      |  |